# Vincent Price
Vincent Leonard Price Jr. (San Luis, Misuri, 27 de mayo de 1911-Los Ángeles, California, 25 de octubre de 1993) fue un actor de cine estadounidense. Conocido principalmente por las películas de terror de bajo presupuesto en las que trabajó durante la última etapa de su carrera.

## Biografía

### Primeros años
Vincent Price nació en San Luis (Misuri) hijo de Marguerite Willcox y Vincent Leonard Price, quien era presidente de una compañía productora de caramelos. Price asistió al St. Louis Country Day School. Posteriormente estudió historia del arte y bellas artes en la Universidad Yale y en el Instituto de Arte Courtauld de Londres. Se interesó por el teatro en los años 1930, actuando por primera vez en 1935 en la obra Chicago. Colaboró además junto a Orson Welles en el Mercury Theatre, compañía de teatro fundada por Welles en Nueva York.
En junio de 1936 Vincent Price realizó su primera aparición en la radio, en una escena de la radionovela There's Always Juliet junto a Cornelia Otis Skinner. Durante sus primeros años como actor, Price recibió los consejos de Helen Hayes, quien le recomendó permanecer algunos años en el mundo del teatro antes de dedicarse al cine. Finalmente, tras varias audiciones, Price realizó su debut cinematográfico en la cinta Service de Luxe, en 1938. Su primer rol dentro de una película de terror fue en Tower of London (1939), donde actuó junto a Boris Karloff, famoso por haber interpretado al monstruo de Frankenstein en 1931.
Al año siguiente interpretó a Joseph Smith, traductor del Libro de Mormón, en la película Brigham Young. Ese mismo año protagonizó la película The Invisible Man Returns (personaje que volvió a encarnar, como parte de un cameo, en la película de 1948 Abbott and Costello Meet Frankenstein). En 1944 protagonizó la cinta Laura junto con Gene Tierney, la cual fue dirigida por Otto Preminger. Ese mismo año participó en Las llaves del reino, donde interpretó a un sacerdote.
En 1946 Price volvió a trabajar junto a Gene Tierney en dos películas, Dragonwyck y Leave Her to Heaven. Interpretó además a varios villanos en cintas como The Web (1947), The Long Night  (1947), Rogues' Regiment  (1948) y The Bribe (1949) con actores como Robert Taylor, Ava Gardner y Charles Laughton. Price trabajó también en la radio, donde interpretó a Simon Templar, conocido como El Santo, en una serie que fue transmitida entre 1943 y 1951.
En los años 1950 se adentró al cine de terror con House of Wax (1953), la primera película en 3D, y La mosca (1958). Además actuó en la versión original de House on Haunted Hill (1959) como Fredrick Loren, un excéntrico millonario. En la versión de 1999 el apellido del personaje de Geoffrey Rush es Price, en honor al actor.
Aunque ya asociado al cine de terror, Price tocó papeles muy diversos, y en 1956 rodó el melodrama Serenade, junto a Mario Lanza, Joan Fontaine y Sara Montiel, y participó en la superproducción Los diez mandamientos de Cecil B. DeMille.

### Años 1960

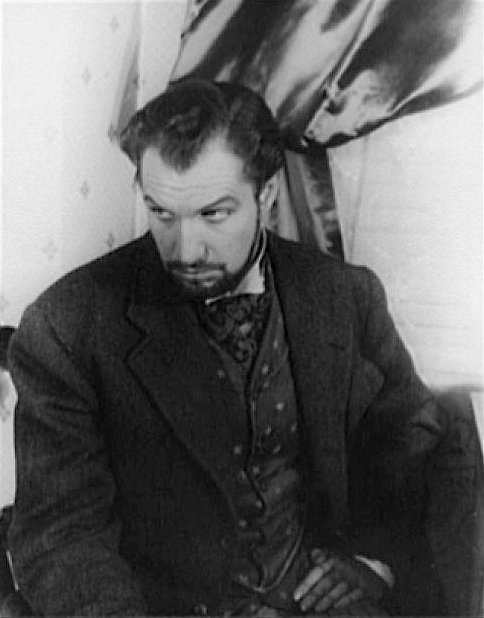
Vincent Price en Broadway interpretando a Mr. Manningham en la obra Angel Street.

Durante los años 1960 participó en varias películas de clase B dirigidas por Roger Corman, las cuales eran adaptaciones de obras del escritor Edgar Allan Poe, como La caída de la casa de Usher (1960), Pit and the Pendulum (1961), Tales of Terror (1962), El cuervo (1963), La máscara de la muerte roja (1964) y La tumba de Ligeia (1965). Al estar basadas en relatos cortos, se debieron agregar elementos nuevos a la trama, los cuales trataban en detalle ciertos temas o explicaban algunas situaciones. Vincent Price estaba familiarizado con el trabajo del escritor desde mucho antes de comenzar a rodar las películas: «las historias de Poe me cautivaron desde el momento en que las leí cuando era niño». Según Price, gran parte de las historias de Edgar Allan Poe eran sátiras, las cuales presentaban una importante cuota de humor, por lo que era necesario incorporar esa esencia en las películas.
Vincent Price encarnó al personaje Egghead (conocido como Cascarón o cabeza de huevo), villano creado especialmente para la serie de televisión Batman de los años 1960.
En 1964 protagonizó El último hombre sobre la Tierra, película basada en la novela Soy leyenda del escritor Richard Matheson. En 1968 interpretó a un excéntrico artista en el musical Darling of the Day junto a la actriz Patricia Routledge. Esta fue su primera y única participación en un musical de Broadway.
Un trabajo singular del actor en 1960 fue una grabación de voz en la que describía 32 obras de arte del Museo del Prado de Madrid. Esta grabación fue publicada en un disco de vinilo.

### Carrera posterior
Price aceptó aparecer en el programa de televisión infantil The Hilarious House of Frightenstein (1971) en Hamilton, Ontario, Canadá. Además de sus apariciones al principio y final del programa, su rol consistía en leer poemas sobre los personajes del programa, y algunas veces aparecía disfrazado.
Luego interpretó a uno de sus personajes consagratorios, El abominable Dr. Phibes en 1971, así como en la segunda parte de la película, Dr. Phibes Rises Again en 1972. Más tarde actuó en Theatre of Blood (1973), siempre bajo la producción de American International, de James H. Nicholson y Samuel Z. Arkoff.
Price redujo su aparición en películas para dedicarse al trabajo de su voz en narraciones. Participó con su voz en el álbum Welcome to my Nightmare de Alice Cooper, al igual que en el especial de televisión Alice Cooper-The Nightmare. En 1982 el director de cine Tim Burton realizó un cortometraje de animación llamado Vincent, el cual mostraba a un niño que quería ser como Vincent Price. El mismísimo Price participó en este cortometraje haciendo la voz del narrador. Según Burton, «Vincent Price fue la primera persona que conocí en Hollywood [...] Estaba interesado en todo tipo de cosas y me dio una gran esperanza cuando yo estaba empezando. Fue una gran inspiración para mí». Ese mismo año colaboró con su voz en la canción Thriller, de Michael Jackson. Price fue contactado por el compositor Quincy Jones para participar en el proyecto, y su rol en la canción consistió en recitar unos pasajes que fueron incorporados al final. El actor completó su grabación en dos tomas. En 1986 participó en la película animada de Disney The Great Mouse Detective. Además trabajó durante un año en un programa radiofónico llamado Tales of the Unexplained.
Entre 1981 y 1989 fue el presentador de Mystery!, una serie de televisión de PBS. Hacia finales de los años 1980, Price padeció enfisema y enfermedad de Parkinson por lo que debió ser cuidado por su hija Victoria. Uno de sus últimos trabajos fue en la cinta Edward Scissorhands (1990) de Tim Burton, donde interpretó al inventor de Edward.
Price fue invitado varias veces al programa de televisión de Johnny Carson The Tonight Show. Participó además como panelista en el programa Hollywood Squares.

### Muerte
Falleció de cáncer de pulmón el 25 de octubre de 1993 a los 82 años de edad, provocado por su adicción al tabaco. Sus restos fueron incinerados y sus cenizas esparcidas en el océano Pacífico. Su voz fue usada póstumamente en la película de animación The Thief and the Cobbler de Richard Williams.
En 1999 fue publicada una biografía de Price escrita por su hija Victoria.

## Vida personal

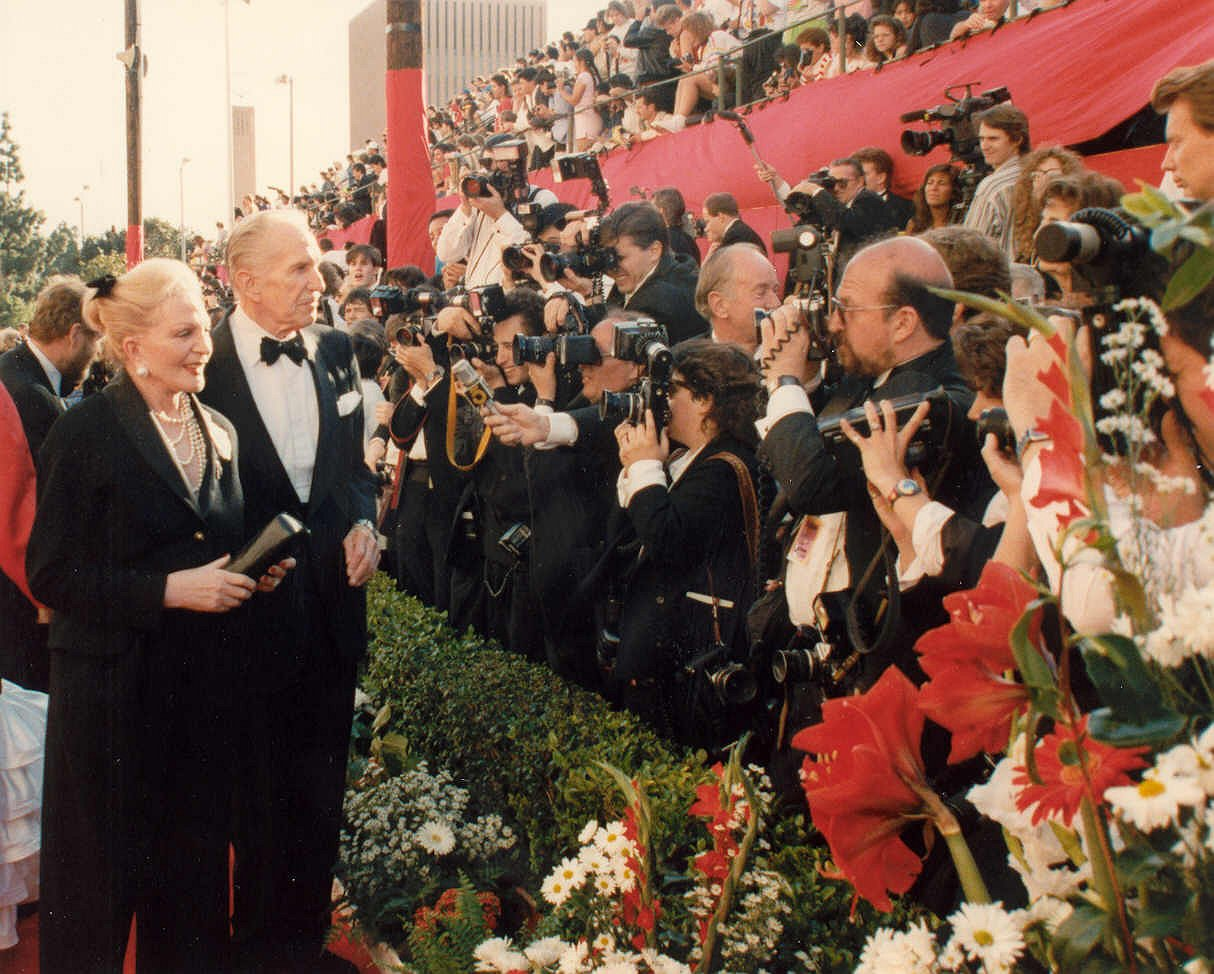
Vincent Price posando junto a su esposa Coral Browne en la alfombra roja de los premios Óscar (1989).

Price contrajo matrimonio tres veces. Su primera esposa fue una actriz llamada Edith Barrett con quien tuvo a Vincent, su hijo. Barrett y Price se divorciaron en 1948 tras diez años de matrimonio. Su segunda esposa fue Mary Grant, una diseñadora; se divorciaron en 1973. De este matrimonio nació su hija Victoria. Price y su segunda esposa Mary donaron trabajos de arte al East Los Angeles College en los años 1960, creando una galería que aún existe. El tercer y último matrimonio fue con Coral Browne, actriz que actuó con él en la película Theatre Of Blood.
Price apoyó a su hija Victoria cuando se declaró lesbiana y se unió a PFLAG como miembro honorario de la junta. Tras interpretar al escritor Oscar Wilde en 1977, fue criticado por la activista contraria a los derechos de los homosexuales Anita Bryant, a quien se refirió como "una mujer sin importancia", aludiendo a la obra homónima de Wilde. Price también fue una de las primeras celebridades en filmar un anuncio de servicio público para ayudar a disipar los temores públicos sobre el VIH/sida. En una entrevista de 2015, mientras promocionaba su biografía Vincent Price: A Daughter's Biography, Victoria dijo que su padre le reveló que había tenido relaciones íntimas, aunque no sexuales, con hombres.
Además de dedicarse a la actuación, Price se interesó en la cocina y el arte. Fue el fundador de la colección de arte del East Los Angeles College, donando varias de sus obras. La galería de arte, bautizada "Vincent Price" en su honor, continúa en funcionamiento hasta el día de hoy. Además, entre 1962 y 1971 Prince asesoró a la cadena de grandes almacenes Sears en la venta de obras de arte, como grabados de Rembrandt, Goya y Picasso; estas piezas se etiquetaban como Vincent Price Collection .
En 1965 publicó un libro de cocina titulado A Treasury of Great Recipes.

## Filmografía
| - Service de Luxe (1938) - The Private Lives of Elizabeth and Essex (1939) - Tower of London (1939) - The Invisible Man Returns (1940) - Green Hell (1940) - The House of the Seven Gables (1940) - Brigham Young - Frontiersman (1940) - Hudson's Bay (1941) - The Song of Bernadette (1943) - The Eve of St. Mark (1944) - Wilson (1944) - Laura (1944) - The Keys of the Kingdom (1944) - A Royal Scandal (1945) - Leave Her to Heaven (1945) - Shock (1946) - Dragonwyck (1946) - The Web (1947) - The Long Night (1947) - Moss Rose (1947) - Up in Central Park (1948) - Abbott and Costello Meet Frankenstein (1948) (voz) - Rogues' Regiment (1948) - Los tres mosqueteros (1948) - The Bribe (1949) - Bagdad (1949) - The Baron of Arizona (1950) - Champagne for Caesar (1950) - Curtain Call at Cactus Creek (1950) - Notes on the Port of St. Francis (1951) (narrador) - Adventures of Captain Fabian (1951) - His Kind of Woman (1951) - Pictura: An Adventure in Art (1951) (narrador) - The Las Vegas Story (1952) - House of Wax (1953) - Crucifixión (1953) (narrador) - Dangerous Mission (1954) - Casanova's Big Night (1954) (cameo) - The Mad Magician (1954) - Born In Freedom: The Story of Colonel Drake (1955) - Son of Sinbad (1955) - Serenade (1956) - While the City Sleeps (1956) - The Vagabond King (1956) (narrador) - The Ten Commandments (1956) - Eight Steps to Peace (1957) (narrador) - The Story of Mankind (1957) - La mosca (1958) - House on Haunted Hill (1959) - The Big Circus (1959) - The Tingler (1959) - Return of the Fly (1959) - The Bat (1959) - La caída de la casa Usher (1960) - Nefertiti, Queen of the Nile (1961) - Rage of the Buccaneers (1961) - Master of the World (1961) - Pit and the Pendulum (1961) - Naked Terror (1961) (narrador) - Confessions of an Opium Eater (1962) | - Tales of Terror (1962) - Convicts 4 (1962) - Tower of London (1962) - Taboos of the World (1963) (narrador) - The Raven (1963) - Diary of a Madman (1963) - Beach Party (1963) - The Haunted Palace (1963) - Twice-Told Tales (1963) - The Comedy of Terrors (1964) - El último hombre sobre la Tierra (1964) - La máscara de la muerte roja (1964) - Chagall (1964) (narrador) - The Tomb of Ligeia (1965) - War-Gods of the Deep (1965) - Dr. Goldfoot and the Bikini Machine (1965) - Dr. Goldfoot and the Girl Bombs (1966) - The Jackals (1967) - The House of 1,000 Dolls (1967) - Spirits of the Dead (1968) (narrador) - Witchfinder General (1968) - More Dead Than Alive (1968) - Scream and Scream Again (1969) - The Oblong Box (1969) - The Trouble with Girls (1969) - Cry of the Banshee (1970) - Mooch Goes to Hollywood (1971) (cameo) - El abominable Dr. Phibes (1971) - The Beginning of the End of the World (1971) (narrador) - The Hilarious House of Frightenstein (1971) (cameo: narrador/presentador) - An Evening with Edgar Allan Poe (1972) (narrador) - The Aries Computer (1972) - Dr. Phibes Rises Again (1972) - Theatre of Blood (1973) - It's Not the Size That Counts (1974) - Madhouse (1974) - The Devil's Triangle (1974) (narrador) - Journey Into Fear (1975) - Alice Cooper: Welcome to My Nightmare (1975) (documental) - The Butterfly Ball (1976) (voz) - Days of Fury (1978) (narrador) - Scavenger Hunt (1979) - The Monster Club (1980) - Pogo for President: 'I Go Pogo' (1980) (voz) - Vincent (1982) (voz) - House of the Long Shadows (1983) - Bloodbath at the House of Death (1984) - Blancanieves y los siete enanitos (mediometraje de 1984) (1984) - Dracula, the Great Undead (1985) (narrador) - Los 13 fantasmas de Scooby-Doo (1985) (voz) - The Nativity (1986) (voz) - The Great Mouse Detective (1986) (voz) - Las ballenas de agosto (1987) - The Offspring (1987) - Vincent Price: The Sinister Image (1988) (documental) - Dead Heat (1988) - Don't Scream It's Only a Movie (1989) (narrador) - Catchfire (1990) - Edward Scissorhands (1990) - Preminger: Anatomy of a Filmmaker (1991) (documental) - The Thief and the Cobbler (1995) (voz pregrabada y luego usada) |

## Teatro
- Victoria Regina (1935)
- The Lady Has a Heart (1937)
- Outward Bound (1938)
- Heartbreak House (1938)
- The Shoemakers' Holiday (1938)
- Angel Street (1941)
- Yours, A. Lincoln (1942)
- Richard III (1953)
- Black-Eyed Susan (1954)
- Darling of the Day (1968)
- Diversions and Delights (1978)